# Cartaletis gracilis
Cartaletis gracilis là một loài bướm đêm trong họ Geometridae.